# مايك ريختر
مايك ريختر (بالإنجليزية: Mike Richter)‏ هو لاعب هوكي الجليد وسياسي أمريكي، ولد في 22 سبتمبر 1966 في الولايات المتحدة. حزبياً، نشط في الحزب الديمقراطي.

## روابط خارجية
- مايك ريختر على موقع دوري الهوكي الوطني (الإنجليزية)
- مايك ريختر على موقع EliteProspects.com (الإنجليزية)
- مايك ريختر على موقع Eurohockey.com (الإنجليزية)
- مايك ريختر على موقع HockeyDB.com (الإنجليزية)
- مايك ريختر على موقع Hockey-Reference.com (الإنجليزية)
- مايك ريختر على موقع اللجنة الأولمبية الدولية (الإنجليزية)
- مايك ريختر على موقع أوليمبيديا (الإنجليزية)